# Relieves del Instituto Nacional de Previsión
L'escultura urbana coneguda pel nom Relieves del Instituto Nacional de Previsión, ubicada a la plaça Carbayón, a la ciutat d'Oviedo, Principat d'Astúries, Espanya, és una de les més d'un centenar que adornen els carrers de l'esmentada ciutat espanyola.
El paisatge urbà d'aquesta ciutat, es veu adornat per obres escultòriques, generalment monuments commemoratius dedicats a personatges d'especial rellevància en un primer moment, i més purament artístiques des de finals del segle xx.

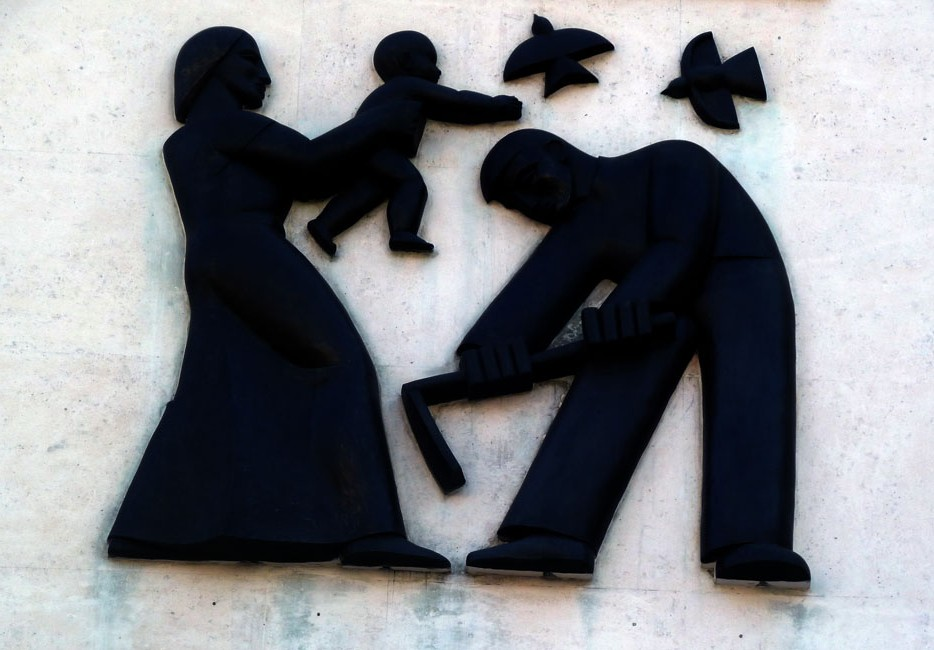
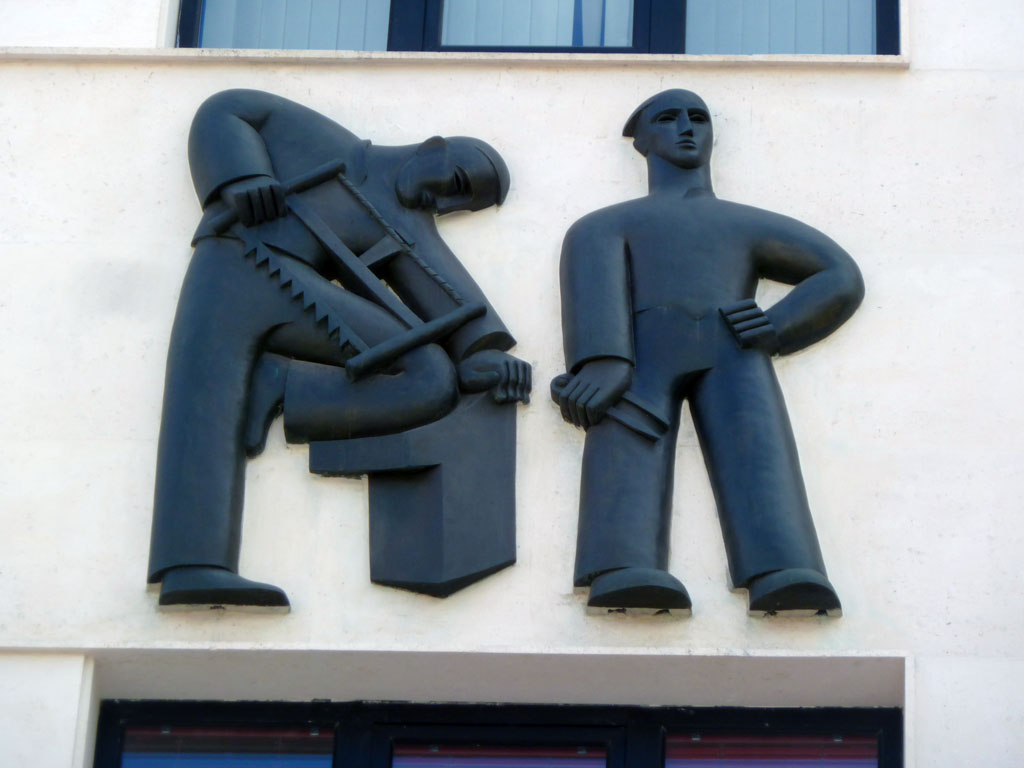
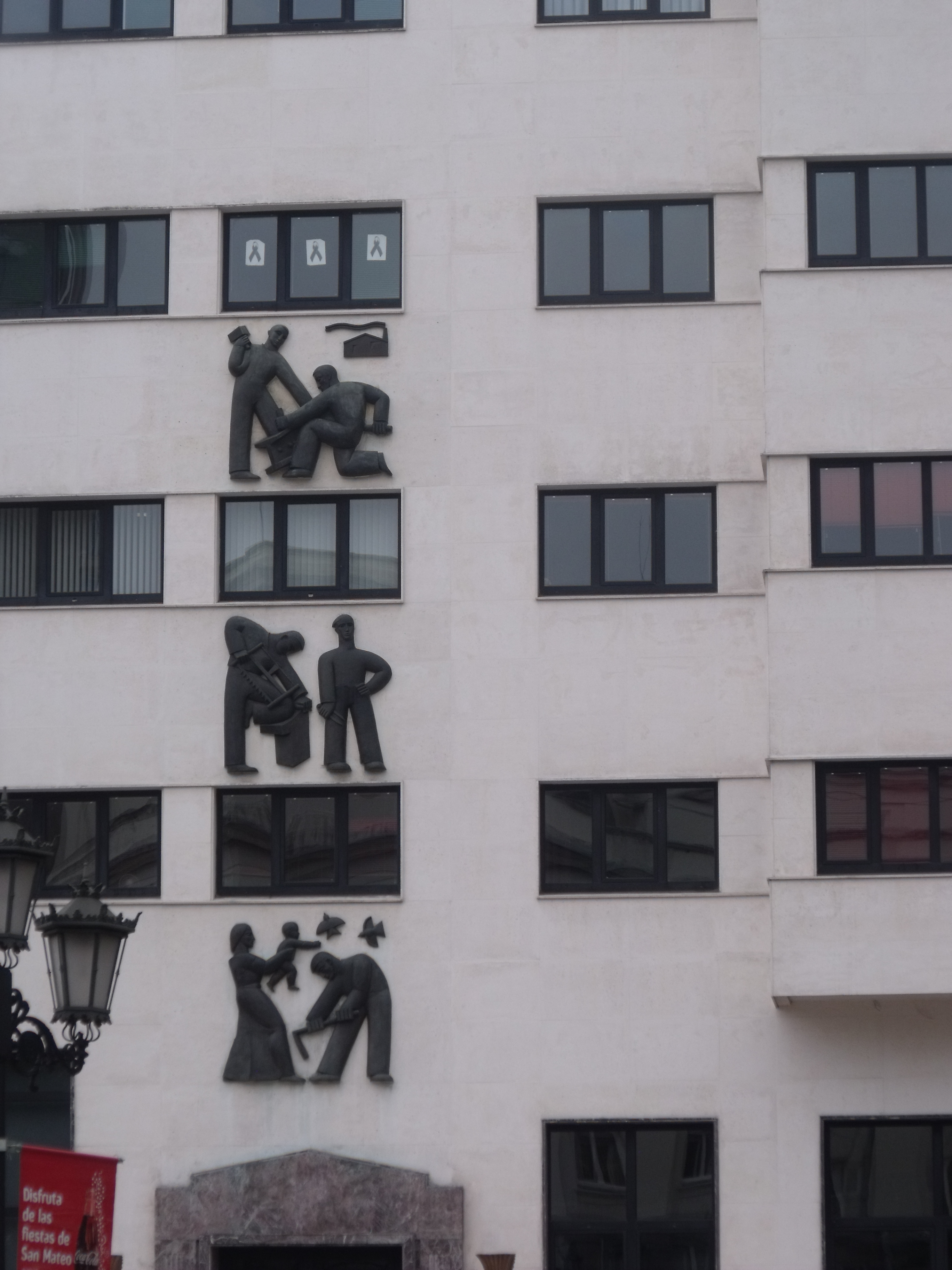

Es tracta d'uns relleus, obra de l'escultor Faustino Goico-Aguirre, instal·lats l'any 1936 a la façana de l'edifici de l'Institut Nacional de Previsió, situat a la plaça del Carbayón d'Oviedo.
Les figures presenten unes línies geomètriques poscubistes.